# Sofia Mata de la Cruz
Sofia Mata de la Cruz   (Santa Cruz de Tenerife, 4 d'agost de 1955) és historiadora de l’art, especialitzada en l’estudi de la pintura i l’escultura de la diòcesi tarragonina en l’època moderna.
El 1977 es llicencia en Filosofia i Lletres, especialitat Història de l’Art. Deu anys més tard, entra a treballar a la Delegació del Patrimoni Artístic i Art Sacre de l’Arquebisbat de Tarragona (1987). Mata continua la seva trajectòria professional com a conservadora, des del 1989, del Museu Diocesà de Tarragona, institució que dirigirà entre 2014 i 2020.
En l’àmbit acadèmic, el 2001 es doctora a la Universitat Rovira i Virgili (URV) amb la tesi La pintura del siglo XVI en la diócesis tarraconense (catalogo razonado), dirigida per Emma Liaño. La recerca, primera monografia a estudiar aquest període històric a les comarques tarragonines, va permetre establir un corpus de 133 obres i 82 autors. El 2004 comença a impartir docència a la URV com a professora associada del Departament d’Història i Història de l’Art.
Mata ha inventariat el patrimoni artístic de la catedral de Tarragona, el fons del Museu-Pinacoteca Romà Comamala i el mateix Museu Diocesà de Tarragona. També ha col·laborat en catàleg d’exposicions i publicat articles acadèmics en revistes de proximitat: Butlletí de l’Arxiu Bibliogràfic de Santes Creus, Quaderns d’Història Tarraconense, Urtx (Tàrrega), Quaderns de Vilaniu (Valls), Miscel·lània Cerverina, Butlletí Arqueològic (Tarragona), Aplec de Treballs (Montblanc), entre d'altres.

## Llibres publicats
- Tarragona y el concilio de Trento. Las construcciones religiosas de la diócesis tarraconense entre 1560 y 1603. Tarragona, 1990.
- Isaac Hermes Vermey: el pintor de l’Escola del Camp. Tarragona, 1992.
- La pintura del cinc-cents a la Diòcesi de Tarragona (1495-1620): entre la permanència del Gòtic i l’acceptació del Renaixement. Tarragona, 2005
- Els Bonifàs, una nissaga d’escultors (en coautoria amb Jordi París Fortuny). Valls, 2006.
- Museu Diocesà de Tarragona: pinacoteca gòtica. Barcelona, 2012.
- Conegui la Catedral i el Museu Diocesà de Tarragona. Tarragona, 2013.
- Piles baptismals singulars del Camp de Tarragona i les terres de l’Ebre. Tarragona, 2015.
- El crim de Saifores (Baix Penedès) i el seu procés (1885-1886). Les audiències criminals de Tarragona, Tortosa i Reus entre 1883 i 1892. Tarragona, 2018.
- Museu Diocesà de Tarragona. Fortuna i adversitat d’una institució centenària. Tarragona, 2020